# ポブラノ
ポブラノ(Poblano)は、メキシコのプエブラ州が原産のマイルドなトウガラシである。乾燥させたものは、メキシコスペイン語で「幅広い」という意味のアンチョ(ancho)と呼ばれる。生またはローストしたものに具材を詰めた料理は、チリ・レジェーノと呼ばれ人気がある。
ポブラノは一般的に辛み成分は少ないが、稀に非常に辛くなることもある。同じ株から得られた実で、辛味の強さに相当な差異が見られたという報告もある。熟した赤いポブラノは、未熟な緑色のポブラノよりも辛く風味が強い。近縁種のムラートは色が濃く、甘く、軟らかい。

## 生長
メキシコで最も一般的に生育するトウガラシの1つで、茂みは複数の茎を持ち、高さは25インチに達する。果実は、長さ3-6インチ、幅2-3インチである。未熟なポブラノは、暗い紫がかった緑色であるが、熟すと黒に近い赤色に変わる。
ポブラノは、耐寒性区分10-12の地域で生長し、土壌pHは7.0-8.5が最適である。日光を好む。播種から収穫までの日数は約200日で、発芽には18℃以上の土壌温度が必要である。

## 利用
乾燥、フライ、詰め物、またモーレの材料として食材に用いられる。メキシコ独立祭の日には、メキシコの国旗に見立てた緑、白、赤の具材を詰めたチレスエンノガダが食べられる。この料理は、メキシコを最も象徴する料理の1つであると考えられている。また、メキシコで人気のあるチリ・レジェーノにも用いられる。アメリカ合衆国でも、メキシコとの国境付近や都市部の雑貨店で購入できる。
ローストし皮を剥いた後、缶詰や冷凍で保存される。密閉すれば数ヶ月は保存できる。乾燥すると、幅広い平らなハート形になり、挽いて粉状にし、様々な料理の味付けに用いられる。
「ポブラノ」という言葉はプエブラ州の住人も現し、モーレ・ポブラノ(mole poblano)は、プエブラ州に由来するスパイシーなチョコレート入りチリソースである。